# Dražejov (Dubá)
Dražejov (německy Draschen) je malá vesnice a část města Dubá v okrese Česká Lípa. Nachází se asi tři kilometry na jih od Dubé, severně od vrcholu Nedvězí.
Dražejov leží na pískovcové plošině v nadmořské výšce 380 metrů v katastrálním území Dražejov u Dubé o rozloze 5,08 km². V katastrálním území Dražejov u Dubé leží i Kluk a Nedvězí. Oblast je součástí chráněné krajinné oblasti Kokořínsko.

## Historie
Existence Dražejova je doložena k roku 1402, kdy Jindřich z Dubé zvaný Jednooký rozděloval svůj majetek mezi syny. Roku 1432 Dražejov spolu s Střezivojicemi a Březinkou získal Jindřich ze Smiřic, pán na nedalekém hradě Houska. V roce 1502 Jan, syn Jindřichův, prodal celé panství Václavovi Hroznatovi z Harasova. Od roku 1545 Dražejov získali Smiřičtí ze Smiřic. Záznam o existenci zdejší panské krčmy se datuje do roku 1593. V roce 1594 Housku s celým panstvím, včetně Dražejova i s krčmou, koupil Damián z Peyczeldorfu a jeho žena Bohunka. Roku 1615 se Housecké panství vrátilo do vlastnictví Berků z Dubé. Po bitvě na Bílé hoře Václav Berka odjel ze země a majetek mu byl zkonfiskován. Získal ho Adam z Valdštejna a směnil ho se svým strýcem Albrechtem. Po smrti Albrechta z Valdštejna získali Housecké panství Kounicové. Roku 1639 celý kraj obsadili a vydrancovali Švédové. Dražejov, na rozdíl od Kluku či Nedvězí, přestál toto období bez větších škod.

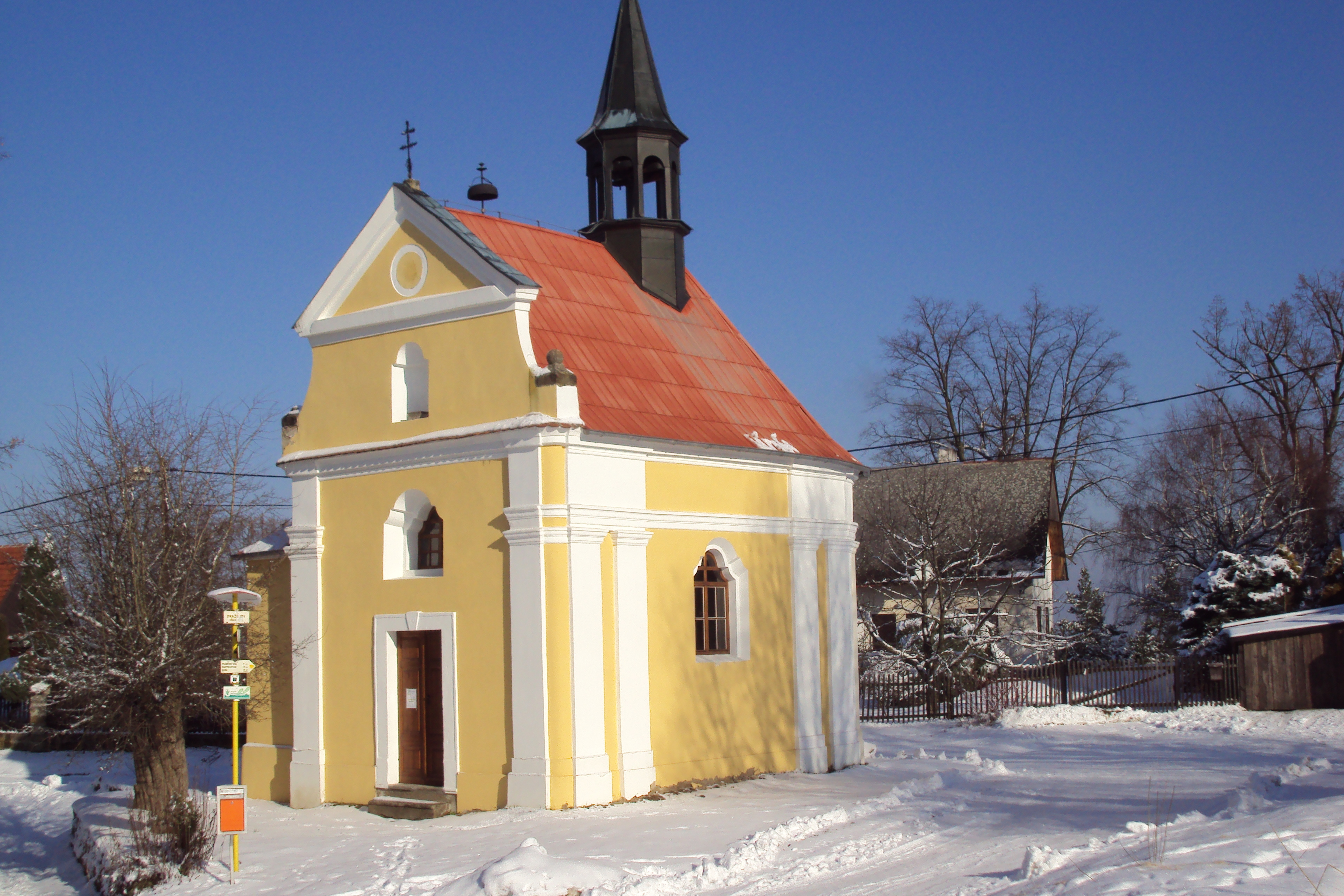
Opravená kaple

Jan Adolf z Kounic nechal v roce 1767 v Dražejově postavit barokní kapli svatého Jana Nepomuckého. Krejčí Josef Kühnel, který se do Dražejova přistěhoval z Úštěku, zahájil koncem 18. století ve svém domě čp. 12 školní vyučování. Ve výuce po něm pokračoval jeho syn. V letech 1829–1831 byla postavena nová školní budova čp. 27. Docházely do ní také děti z Heřmánek, Nedvězí a Kluku.
Dne 29. dubna 1832 vesnice podlehla požáru, při kterém shořela většina usedlostí. Ušetřeny byly jen tři domy včetně nové školy. Vesnici postavili znovu, většímu rozvoji ale bránil nedostatek vody. Na rozdíl od Nedvězí, Kluku či Heřmánek, Dražejov neměl žádnou veřejnou studnu. Problémy s nedostatkem vody se odrážely i ve způsobu hospodaření místních rolníků, většinou pěstovali chmel nebo se věnovali ovocnářství, pro chov dobytka zde nebyly vhodné podmínky.
Vodovod byl do vsi postaven roku 1907. Díky tomuto technicky náročnému projektu se voda z Pramenného dolu čerpala do vodojemu na návrší nad Dražejovem. Voda byla vytlačována pístovým čerpadlem do nádrže s převýšením téměř 150 metrů a z vodojemu tekla dolů do osady. Přebytečná voda pak tekla do rybníčku na návsi. Rybníček měl svůj vodotrysk a byl opravován roku 1949. Nádrž na návsi je po opravě z roku 2007 opět zčásti naplněna vodou. Ve 21. století je Dražejov zásobován vodou z hlubokého vrtu.
V polovině 20. století byly v Dražejově dva velké hostince. V domě na návsi čp. 5 býval hostinec Švýcarsko (Gasthaus Zur Schweiz). Celá okolní krajina se označovala Dubské Švýcarsko (Daubauer Schweiz). Dalším hostincem fungujícím do roku 1948 byl zděný patrový dům čp. 1 majitele Jana Procházky, budova byla v 50. letech zbořena.

## Přírodní poměry
Území je součástí chráněné krajinné oblasti Kokořínsko. Do severovýchodní části katastrálního území zasahuje přírodní rezervace Mokřady horní Liběchovky.

## Obyvatelstvo
Při sčítání lidu v roce 1921 ve vsi žilo 93 obyvatel (z toho 48 mužů), z nichž byli čtyři Čechoslováci a 89 Němců. Kromě tří evangelíků se hlásili k římskokatolické církvi. Podle sčítání lidu z roku 1930 měla vesnice 94 obyvatel: jednoho Čechoslováka a 93 Němců. Všichni byli římskými katolíky.
| Rok            | 1869 | 1880 | 1890 | 1900 | 1910 | 1921 | 1930 | 1950 | 1961 | 1970 | 1980 | 1991 | 2001 | 2011 | 2021 |
| -------------- | ---- | ---- | ---- | ---- | ---- | ---- | ---- | ---- | ---- | ---- | ---- | ---- | ---- | ---- | ---- |
| Počet obyvatel | 182  | 152  | 125  | 113  | 108  | 106  | 109  | 53   | 34   | 22   | 14   | 7    | 6    | 18   | 12   |
| Počet domů     | 32   | 31   | 30   | 30   | 32   | 31   | 27   | 21   | 21   | 8    | 6    | 4    | 19   | 23   | 23   |

## Doprava
Do roku 1880 vedla do vsi pouze zásobovací cesta od Střezivojic, v uvedeném roce byla postavena spojka k silnici spojující Dubou se Mšenem. Tuto událost připomíná letopočet 1880 ve výklenku v dolní části skály u Dražejova.
Od Dubé přes Dražejov vede místní komunikace 303 a prochází tudy ze severu od Dubé turistické cesty pro pěší – červená mezi Dubou a Nedvězím a zelená do Beškova. Cyklotrasa zde vyznačená není. Nikde v okolí nevede železniční trať.

## Pamětihodnosti

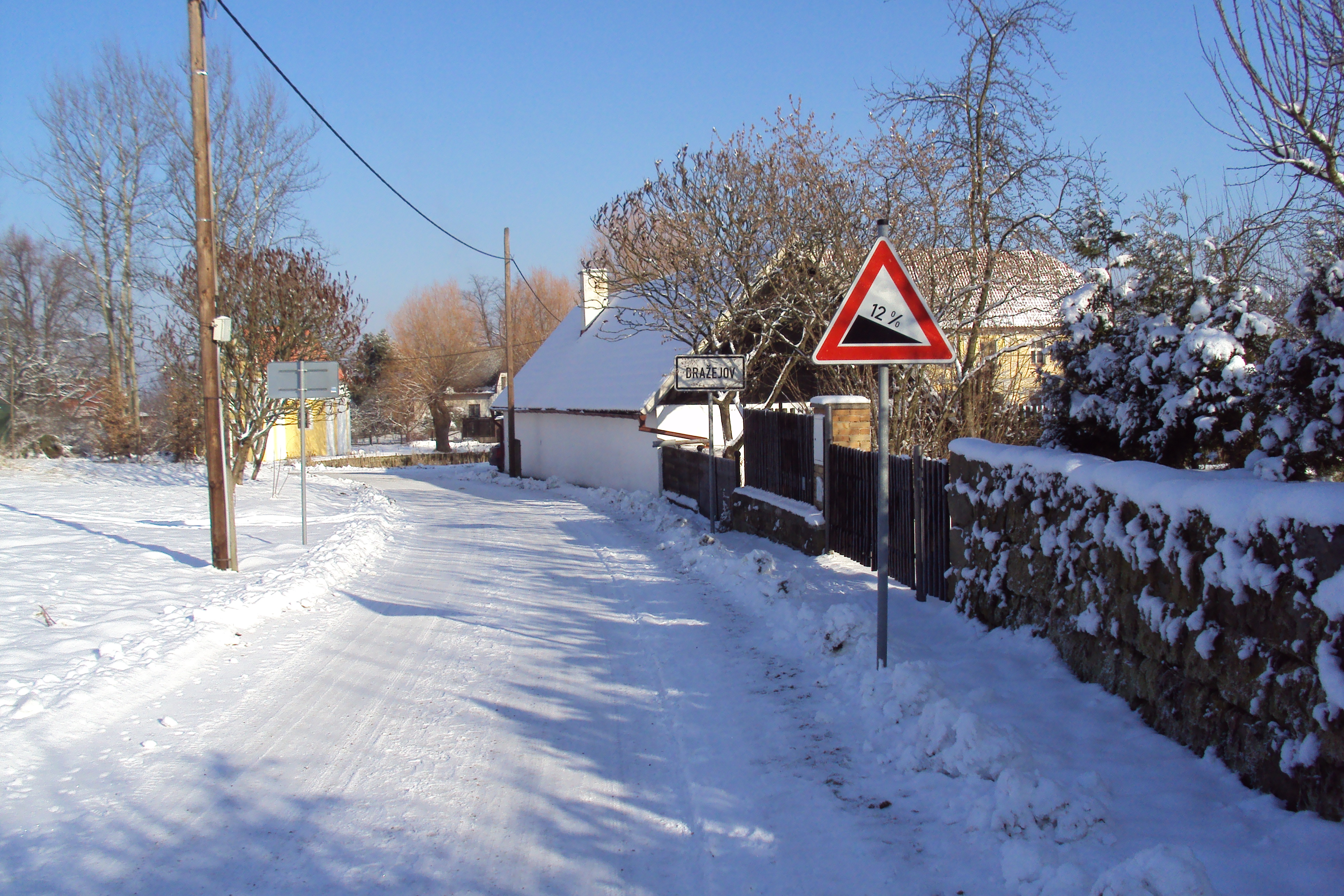
Začátek vesnice od Nedvězí

Ve vsi stojí památky lidové architektury a na návsi zůstala zachována barokní kaple svatého Jana Nepomuckého z roku 1767. V roce 1835 byla přestavěna. Naposledy byla rekonstruována a znovu slavnostně vysvěcena v roce 2009. Téměř všechna ostatní stará stavení spálil požár v roce 1832. V okolních skalách je zachováno mnoho vytesaných komor a sklepů.
Ve východním cípu katastrálního území se dochovaly drobné pozůstatky hradu u Kluku založeného přibližně v polovině 13. století.
V okolí Dražejova se nachází několik kapliček, křížů a skalních reliéfů. U pěšiny z Dražejova k silnici je umístěna Madona s Ježíškem v barokní kartuši. Ve skalním bloku u silnice z Dubé do Dražejova je vytesaný ukřižovaný Kristus, u cesty k Nedvězí stojí obnovený kamenný podstavec s křížem a na nedalekém bývalém hřbitově byla opravena márnice. Ve směru k Deštné je mimo cesty kaplička svatého Prokopa a Floriána.